# Siebzehn Regeln des Enjuin
Die Siebzehn Regeln des Enjuin (japanisch 延寿院医則十七ヶ条) enthalten einen medizinethischen Verhaltenskodex, der im 16. Jahrhundert für Studenten der japanischen Ri-shu-Medizinschule erstellt wurde. Die Anzahl der Regeln ist die gleiche wie in der 17-Artikel-Verfassung des Shōtoku Taishi.
Die Regeln ähneln dem buddhistischen medizinethischen Kodex des aus dem Pali-Kanon abgeleiteten Vejjavatapada und weisen Parallelen zu den Eiden des Assaf und des Hippokrates auf, indem sie die Rechte der Lehrer formulieren, den Arzt zur Verschwiegenheit verpflichten und die Euthanasie und Abtreibung verbieten. Sie betonen auch, dass Ärzte ihre Patienten lieben und als Bruderschaft zusammenarbeiten sollten.

## Text
Die siebzehn Regeln lauten:
1. Jedermann soll dem vom Himmel (Buddha, den Göttern) vorgegebenen Weg folgen.
2. Du sollst immer freundlich zu den Menschen sein. Du sollst dich immer der Menschenliebe widmen.
3. Die Lehre der Medizin soll bestimmten Menschen vorbehalten sein.
4. Du sollst anderen nicht weitergeben, was du gelehrt wirst, damit keine Behandlung ohne Erlaubnis durchgeführt wird.
5. Du sollst keine Verbindung mit Ärzten eingehen, die nicht aus dieser Schule kommen.
6. Alle Nachfolger und Nachkommen der Schüler dieser Schule sollen dem Weg des Lehrers folgen.
7. Sollte ein Schüler nicht mehr ärztlich tätig sein oder ohne Nachfolger sterben, sollen alle medizinischen Lehrbücher der Schule von Enjuin an sie zurückgegeben werden.
8. Du sollst keine lebenden Geschöpfe töten, noch Freude an der Jagd oder dem Fischfang finden.
9. In unserer Schule ist es verboten, über Gifte zu lehren, noch solltest du Belehrung über Gifte von anderen Ärzten erhalten. Darüber hinaus sollst du Menschen kein Mittel zur Abtreibung verabreichen.
10. Du sollst auch Menschen retten, die du nicht magst oder hasst, du sollst tugendhaft handeln, jedoch so, dass es anderen Menschen nicht bekannt wird. Gutes im Verborgenen tun ist ein Kennzeichen der Tugend.
11. Du sollst keine Gier zeigen und darfst dich nicht bemühen, berühmt zu werden. Tadele oder schelte keinen Patienten, auch wenn er dir kein Geld oder Gut aus Dankbarkeit übergibt.
12. Du sollst dich freuen, wenn ein Patient nach deiner erfolglosen Bemühung von einem anderen Arzt eine Medizin erhält und geheilt wird.
13. Du sollst über andere Ärzte niemals schlecht reden.
14. Wenn du das Zimmer einer Frau betrittst, sollst du nicht weitererzählen, was du erfahren hast, mehr noch, du sollst keine unzüchtigen oder unmoralischen Gefühle zulassen, wenn du eine Frau untersuchst.
15. Angemessen oder nicht, du sollst anderen nicht erzählen, was du im Unterricht oder über die Anwendung von Arzneien gelernt hast.
16. Du sollst keinen unangemessenen Aufwand betreiben. Wenn du einen solchen Lebensstil schätzt, wird deine Gier größer werden und du wirst die Fähigkeit verlieren, freundlich zu anderen zu sein.
17. Wenn du die Regeln und Vorschriften dieser Schule nicht einhältst, wirst du nicht mehr ihr Schüler sein. In schwereren Fällen wird auch die Strafe schwerer sein.